# フィードバック阻害
フィードバック阻害（フィードバックそがい）とは、代謝系のある反応を触媒する酵素の活性が、その代謝系の生産物によって抑制される現象。生産物の生産量を調整する働きがある。アロステリック効果の一種で、生体内におけるフィードバック制御の一例でもある。生産物に類似の構造を持つ物質（アナログ）によっても起きることがあり、この場合はアナログ阻害と呼ばれる。微生物工学においては、最終生産物を大量に得るために、その生産物自身や、その生産物の前駆体、あるいはそれらのアナログによるフィードバック阻害を起こさない変異株（アナログ耐性株）を人為的に培養する手法が用いられている。